# Центнер
Це́нтнер, сокращённо ц (нем. Zе́ntner, от лат. centum «сотня») — внесистемная метрическая единица измерения массы, равная 100 килограммам.
Наиболее часто центнер применяется в сельском хозяйстве для количественной характеристики урожая и урожайности.

## Статус
Центнер, являясь внесистемной единицей, не входит в число единиц Международной системы единиц (СИ). Международная организация законодательной метрологии (МОЗМ) в своих рекомендациях относит центнер к тем единицам измерения, «которые должны быть изъяты из обращения как можно скорее там, где они используются в настоящее время, и которые не должны вводиться, если они не используются».

## История

### В Германии
Хотя слово «центнер» немецкого происхождения и означает «сто мер», традиционно в Германии в старину за меру веса принимали не килограмм, а фунт, который соответствует приблизительно 500 граммам. То есть 100 фунтов — 50 килограммов. Этой мерой веса в старину пользовались люди, занятые в сельском хозяйстве: например, центнер картофеля — полный мешок 50 кг. В разных частях Германии центнер был разный: в Баварии, например, 56 кг; в Брауншвейге — 46,77 кг; в Саксонии — 51,4 кг. Сейчас в Германии берётся усреднённая величина 50 кг.

### В Австро-Венгрии
В Австро-Венгрии со времени введения метрической системы действует метрический центнер (также двойной центнер или квинтал) = 100 кг, обознач. сокращен, dz (Doppel-Zentner), q (Quintal) и hkg (Hektokilo). В Австрии весовая единица с символом единицы q была введена законом от 5 июля 1950 года в качестве законной меры и была определена как 100 килограммов.

### В Швеции и Норвегии
В Швеции и Норвегии метрический центнер принят равным 100 кг с 1883 года.

## Квинтал
Квинтал происходит, как центнер, от лат. centenarius — что буквально означает «в котором сто единиц». В отличие от слова центнер, однако, слово Квинтал имеет сложную этимологию.
В поздней латыни термин превратился в centenarium pondus, оттуда, в поздне-греческом языке — kentenarion, затем в арабской — qintar, в средневековой латыни — quintale, и наконец в старофранцузском превратился в quintal, откуда попал и в английский язык.
Эта единица до сих пор используется в арабском мире под названием qintar. Сейчас она официально определена как 50 кг.
В Франции Квинтал определялся 100 ливров (фунтов), около 48,95 кг, но был позже определен как 100 кг, и начал называться метрическим Квинталом и сказываться символом qq.
В Испании Квинтал все еще определены 100 либрас, или около 46 кг, но метрический Квинтал также определяется 100 кг; в Португалии и Бразилии Квинтал — это 128 либрас или примерно 58,75 кг.
В Италии соответствует 100 кг и обозначается q или (реже) q.li.
В Индии Квинтал является эквивалентом 100 кг и является стандартной мерой массы